# Bulbostylis rumokensis
Bulbostylis rumokensis là một loài thực vật có hoa trong họ Cói. Loài này được Cherm. ex Goetgh. mô tả khoa học đầu tiên năm 1984.